# Догадин, Андрей Сергеевич
Андрей Сергеевич Догадин (род. 1961, Пермь) — российский альтист. Заслуженный артист России (2003).
Окончил Пермское музыкальное училище (1980) и Ленинградскую консерваторию (1985), ученик Юрия Крамарова и Владимира Стопичева, занимался также в классе камерного ансамбля у Владимира Овчарека.
Вместе с однокурсниками создал в 1986 году струнный квартет Ленинградской консерватории и играл в его составе до 1995 года, вместе с квартетом получил первые премии Всесоюзного конкурса струнных квартетов (1987) и I Международного конкурса имени Шостаковича, международных конкурсов в Японии, Италии и Австралии. С участием Догадина квартет выпустил в 1990 году свой первый альбом на фирме «Мелодия», включающий квартеты Мориса Равеля и Артюра Онеггера. В дальнейшем выступал как ансамблист в разных составах.
С 1995 года концертмейстер группы альтов Симфонического оркестра Санкт-Петербургской филармонии. Одновременно с 1986 года преподает в Санкт-Петербургской консерватории, где среди его учеников был и его сын Сергей Догадин; c 2006 года профессор.